# Hannoverscher Sportverein von 1896 2007-2008
Questa voce raccoglie le informazioni riguardanti il Hannoverscher Sportverein von 1896 nelle competizioni ufficiali della stagione 2007-2008.

## Stagione
Nella stagione 2007-2008 l'Hannover, allenato da Dieter Hecking, concluse il campionato di Bundesliga all'8º posto. In Coppa di Germania l'Hannover fu eliminato al secondo turno dallo Schalke 04.

## Rosa
| N. |                        | Ruolo | Calciatore         |
| -- | ---------------------- | ----- | ------------------ |
| 1  | Germania (bandiera)    | P     | Robert Enke        |
| 20 | Germania (bandiera)    | P     | Richard Golz       |
| 30 | Germania (bandiera)    | P     | Morten Jensen      |
| 25 | Australia (bandiera)   | P     | Frank Juric        |
| 6  | Stati Uniti (bandiera) | D     | Steve Cherundolo   |
| 22 | Germania (bandiera)    | D     | Frank Fahrenhorst  |
| 4  | Francia (bandiera)     | D     | Valérien Ismaël    |
| 32 | Germania (bandiera)    | D     | Moritz Marheineke  |
| 19 | Germania (bandiera)    | D     | Christian Schulz   |
| 18 | Germania (bandiera)    | D     | Michael Tarnat     |
| 40 | Brasile (bandiera)     | D     | Vinícius Bergantin |
| 3  | Polonia (bandiera)     | D     | Dariusz Żuraw      |
| 14 | Germania (bandiera)    | C     | Hanno Balitsch     |
| 33 | Turchia (bandiera)     | C     | Ferhat Bıkmaz      |
| 10 | Paesi Bassi (bandiera) | C     | Arnold Bruggink    |
| 28 | Germania (bandiera)    | C     | Hendrik Hahne      |

| N. |                        | Ruolo | Calciatore        |
| -- | ---------------------- | ----- | ----------------- |
| 11 | Ungheria (bandiera)    | C     | Szabolcs Huszti   |
| 17 | Francia (bandiera)     | C     | Gaetan Krebs      |
| 8  | Albania (bandiera)     | C     | Altin Lala        |
| 34 | Russia (bandiera)      | C     | Konstantin Rausch |
| 26 | Germania (bandiera)    | C     | Jan Rosenthal     |
| 35 | Germania (bandiera)    | C     | Bastian Schulz    |
| 7  | Germania (bandiera)    | C     | Sérgio Pinto      |
| 23 | Bulgaria (bandiera)    | C     | Čavdar Jankov     |
| 15 | Stati Uniti (bandiera) | C     | Salvatore Zizzo   |
| 13 | Germania (bandiera)    | A     | Thomas Brdarić    |
| 29 | Germania (bandiera)    | A     | Mike Hanke        |
| 16 | Iran (bandiera)        | A     | Vahid Hashemian   |
| 21 | Germania (bandiera)    | A     | Benjamin Lauth    |
| 31 | Germania (bandiera)    | A     | Fabian Montabell  |
| 24 | Rep. Ceca (bandiera)   | A     | Jiří Štajner      |

## Organigramma societario
Area tecnica
- Allenatore: Dieter Hecking
- Allenatore in seconda: Dirk Bremser
- Preparatore dei portieri: Jörg Sievers
- Preparatori atletici: Edward Kowalczuk

## Risultati

### Bundesliga

#### Girone di andata
| Arbitro: | Stark |

|  |           |              |
|  | Marcatori | 23’ Benjamin |

| Arbitro: | Drees |

|           |           |                        |
| Franz 37’ | Marcatori | 55’ Hanke 75’ Balitsch |

| Arbitro: | Kinhöfer |

|                                      |           |  |
| Toni 28’ van Bommel 68’ Altıntop 86’ | Marcatori |  |

| Arbitro: | Kempter |

|                                       |           |                                  |
| Hanke 12’ Rosenthal 36’ Hashemian 71’ | Marcatori | 44’ Bechmann 66’ (rig.) Maltritz |

| Arbitro: | Schmidt |

|                          |           |                |
| Misimović 60’ Mintál 89’ | Marcatori | 12’, 39’ Hanke |

| Arbitro: | Fleischer |

|  |           |                                          |
|  | Marcatori | 50’ Kießling 68’ Vidal 74’ (rig.) Gkekas |

| Arbitro: | Kircher |

|  |           |                             |
|  | Marcatori | 54’ (rig.) Huszti 85’ Pinto |

| Arbitro: | Drees |

|                |           |             |
| Schulz 7’, 63’ | Marcatori | 20’ Ishiaku |

| Arbitro: | Merk |

|  |           |                       |
|  | Marcatori | 8’ (rig.), 52’ Huszti |

| Arbitro: | Stark |

|                      |           |                            |
| Pinto 28’ Tarnat 34’ | Marcatori | 21’ Marcelinho 29’ Dejagah |

| Francoforte sul Meno 26 ottobre 2007, ore 20:30 CEST 11ª giornata | Eintracht Francoforte | 0 – 0 referto | Hannover 96 | Commerzbank-Arena (44 700 spett.)\| Arbitro: \| Gräfe \| |
| Arbitro:                                                          | Gräfe                 |               |             |                                                          |

| Arbitro: | Sippel |

|                              |           |            |
| Huszti 54’ (rig.) Schulz 73’ | Marcatori | 79’ Kringe |

| Arbitro: | Brych |

|          |           |  |
| Lima 87’ | Marcatori |  |

| Arbitro: | Perl |

|                        |           |                               |
| Huszti 17’ (rig.), 53’ | Marcatori | 41’, 50’ Kurányi 62’ Altıntop |

| Arbitro: | Gräfe |

|  |           |                                       |
|  | Marcatori | 84’ Fahrenhorst 86’ Hanke 87’ Štajner |

| Arbitro: | Stark |

|                                        |           |                                     |
| Hanke 12’, 21’, 77’ Baumann 20’ (aut.) | Marcatori | 10’, 54’ Rosenberg 41’ (rig.) Diego |

| Arbitro: | Sippel |

|                                                       |           |            |
| Bassila 11’ Sørensen 30’ Rangelov 44’, 70’ Ziebig 65’ | Marcatori | 68’ Kleine |

#### Girone di ritorno
| Arbitro: | Perl |

|          |           |                   |
| Olić 70’ | Marcatori | 40’ (rig.) Huszti |

| Arbitro: | Kircher |

|                            |           |                        |
| Balitsch 44’ Rosenthal 87’ | Marcatori | 61’ Kennedy 64’ Hajnal |

| Arbitro: | Merk |

|  |           |                    |
|  | Marcatori | 58’, 64’, 82’ Toni |

| Arbitro: | Gagelmann |

|                                |           |           |
| Cherundolo 30’ (aut.) Auer 53’ | Marcatori | 47’ Hanke |

| Arbitro: | Kempter |

|                         |           |               |
| Bruggink 29’ Huszti 65’ | Marcatori | 52’ Misimović |

| Arbitro: | Fleischer |

|                         |           |  |
| Gkekas 30’ Barnetta 39’ | Marcatori |  |

| Arbitro: | Brych |

|                          |           |                          |
| Bruggink 16’ Štajner 56’ | Marcatori | 15’ Mijatović 38’ Eigler |

| Arbitro: | Wagner |

|           |           |             |
| Lamey 77’ | Marcatori | 43’ Štajner |

| Hannover 30 marzo 2008, ore 17:00 CEST 26ª giornata | Hannover 96 | 0 – 0 referto | Stoccarda | AWD-Arena (45 176 spett.)\| Arbitro: \| Seemann \| |
| Arbitro:                                            | Seemann     |               |           |                                                    |

| Arbitro: | Merk |

|                                 |           |                          |
| Dejagah 20’, 71’ Marcelinho 29’ | Marcatori | 27’ Bruggink 79’ Štajner |

| Arbitro: | Kinhöfer |

|                      |           |          |
| Pinto 35’ Schulz 89’ | Marcatori | 27’ Russ |

| Arbitro: | Perl |

|          |           |                                         |
| Frei 64’ | Marcatori | 38’ Bruggink 41’ Fahrenhorst 78’ Huszti |

| Arbitro: | Kempter |

|                       |           |                                |
| Hanke 19’ Štajner 26’ | Marcatori | 55’ (rig.) Chahed 66’ Piszczek |

| Arbitro: | Wagner |

|              |           |             |
| Altıntop 40’ | Marcatori | 9’ Bruggink |

| Arbitro: | Brych |

|                                 |           |  |
| Balitsch 19’ Rosenthal 47’, 87’ | Marcatori |  |

| Arbitro: | Kircher |

|                                                                       |           |            |
| Almeida 14’ Naldo 27’ Borowski 73’ Klasnić 80’ Rosenberg 82’ Hunt 87’ | Marcatori | 90’ Huszti |

| Arbitro: | Seemann |

|                                                    |           |  |
| Bruggink 23’ Štajner 45’ Vinícius 59’ Balitsch 89’ | Marcatori |  |

### Coppa di Germania
| Arbitro: | Winkmann |

|            |           |                                  |
| Schoof 61’ | Marcatori | 5’ Kleine 11’ Bruggink 44’ Hanke |

| Arbitro: | Gagelmann |

|                              |           |  |
| Enke 96’ (aut.) Kurányi 119’ | Marcatori |  |

## Statistiche

### Statistiche di squadra
| Competizione      | Punti | In casa | In casa | In casa | In casa | In casa | In casa | In trasferta | In trasferta | In trasferta | In trasferta | In trasferta | In trasferta | Totale | Totale | Totale | Totale | Totale | Totale | DR |
| Competizione      | Punti | G       | V       | N       | P       | Gf      | Gs      | G            | V            | N            | P            | Gf           | Gs           | G      | V      | N      | P      | Gf     | Gs     | DR |
| ----------------- | ----- | ------- | ------- | ------- | ------- | ------- | ------- | ------------ | ------------ | ------------ | ------------ | ------------ | ------------ | ------ | ------ | ------ | ------ | ------ | ------ | -- |
| Bundesliga        | 49    | 17      | 8       | 5       | 4       | 32      | 27      | 17           | 5            | 5            | 7            | 22           | 29           | 34     | 13     | 10     | 11     | 54     | 56     | -2 |
| Coppa di Germania | -     | 0       | 0       | 0       | 0       | 0       | 0       | 2            | 1            | 0            | 1            | 3            | 3            | 2      | 1      | 0      | 1      | 3      | 3      | 0  |
| Totale            | -     | 17      | 8       | 5       | 4       | 32      | 27      | 19           | 6            | 5            | 8            | 25           | 32           | 36     | 14     | 10     | 12     | 57     | 59     | -2 |

### Andamento in campionato
| Giornata  | 1  | 2  | 3  | 4  | 5  | 6  | 7  | 8 | 9 | 10 | 11 | 12 | 13 | 14 | 15 | 16 | 17 | 18 | 19 | 20 | 21 | 22 | 23 | 24 | 25 | 26 | 27 | 28 | 29 | 30 | 31 | 32 | 33 | 34 |
| --------- | -- | -- | -- | -- | -- | -- | -- | - | - | -- | -- | -- | -- | -- | -- | -- | -- | -- | -- | -- | -- | -- | -- | -- | -- | -- | -- | -- | -- | -- | -- | -- | -- | -- |
| Luogo     | C  | T  | T  | C  | T  | C  | T  | C | T | C  | T  | C  | T  | C  | T  | C  | T  | T  | C  | C  | T  | C  | T  | C  | T  | C  | T  | C  | T  | C  | T  | C  | T  | C  |
| Risultato | P  | V  | P  | V  | N  | P  | V  | V | V | N  | N  | V  | P  | P  | V  | V  | P  | N  | N  | P  | P  | V  | P  | N  | N  | N  | P  | V  | V  | N  | N  | V  | P  | V  |
| Posizione | 13 | 11 | 16 | 12 | 12 | 14 | 11 | 7 | 6 | 6  | 6  | 5  | 6  | 8  | 7  | 5  | 7  | 7  | 8  | 9  | 10 | 9  | 10 | 10 | 10 | 10 | 10 | 10 | 9  | 9  | 8  | 8  | 8  | 8  |

Legenda:

Luogo: C = Casa; T = Trasferta. Risultato: V = Vittoria; N = Pareggio; P = Sconfitta.

### Statistiche dei giocatori
| Giocatore      | Bundesliga | Bundesliga | Bundesliga  | Bundesliga | Coppa di Germania | Coppa di Germania | Coppa di Germania | Coppa di Germania | Totale   | Totale | Totale      | Totale     |
| Giocatore      | Presenze   | Reti       | Ammonizioni | Espulsioni | Presenze          | Reti              | Ammonizioni       | Espulsioni        | Presenze | Reti   | Ammonizioni | Espulsioni |
| -------------- | ---------- | ---------- | ----------- | ---------- | ----------------- | ----------------- | ----------------- | ----------------- | -------- | ------ | ----------- | ---------- |
| R. Enke        | 34         | 0          | 2           | 0          | 2                 | 0                 | 0                 | 0                 | 36       | 0      | 2           | 0          |
| R. Golz        | -          | -          | -           | -          | -                 | -                 | -                 | -                 | -        | -      | -           | -          |
| M. Jensen      | -          | -          | -           | -          | -                 | -                 | -                 | -                 | -        | -      | -           | -          |
| F. Juric       | -          | -          | -           | -          | -                 | -                 | -                 | -                 | -        | -      | -           | -          |
| S. Cherundolo  | 33         | 0          | 4           | 0          | 2                 | 0                 | 0                 | 0                 | 35       | 0      | 4           | 0          |
| F. Fahrenhorst | 23         | 2          | 3           | 0          | 1                 | 0                 | 0                 | 0                 | 24       | 2      | 3           | 0          |
| V. Ismaël      | 14         | 0          | 2           | 0          | -                 | -                 | -                 | -                 | 14       | 0      | 2           | 0          |
| M. Marheineke  | -          | -          | -           | -          | -                 | -                 | -                 | -                 | -        | -      | -           | -          |
| C. Schulz      | 29         | 4          | 3           | 1          | 1                 | 0                 | 1                 | 0                 | 30       | 4      | 4           | 1          |
| M. Tarnat      | 16         | 1          | 3           | 0          | 2                 | 0                 | 1                 | 0                 | 18       | 1      | 4           | 0          |
| Vinícius       | 28         | 1          | 4           | 0          | 1                 | 0                 | 0                 | 0                 | 29       | 1      | 4           | 0          |
| D. Żuraw       | 5          | 0          | 0           | 0          | 1                 | 0                 | 0                 | 0                 | 6        | 0      | 0           | 0          |
| H. Balitsch    | 29         | 4          | 10          | 0          | 2                 | 0                 | 0                 | 0                 | 31       | 4      | 10          | 0          |
| F. Bıkmaz      | 1          | 0          | 0           | 0          | -                 | -                 | -                 | -                 | 1        | 0      | 0           | 0          |
| A. Bruggink    | 26         | 6          | 6           | 0          | 2                 | 1                 | 0                 | 0                 | 28       | 7      | 6           | 0          |
| H. Hahne       | -          | -          | -           | -          | -                 | -                 | -                 | -                 | -        | -      | -           | -          |
| S. Huszti      | 33         | 10         | 4           | 0          | 2                 | 0                 | 1                 | 0                 | 35       | 10     | 5           | 0          |
| G. Krebs       | 10         | 0          | 0           | 0          | 1                 | 0                 | 0                 | 0                 | 11       | 0      | 0           | 0          |
| A. Lala        | 27         | 0          | 5           | 1          | 1                 | 0                 | 0                 | 0                 | 28       | 0      | 5           | 1          |
| K. Rausch      | 2          | 0          | 0           | 0          | -                 | -                 | -                 | -                 | 2        | 0      | 0           | 0          |
| J. Rosenthal   | 23         | 4          | 5           | 0          | 1                 | 0                 | 1                 | 0                 | 24       | 4      | 6           | 0          |
| B. Schulz      | 2          | 0          | 0           | 0          | -                 | -                 | -                 | -                 | 2        | 0      | 0           | 0          |
| S. Pinto       | 20         | 3          | 4           | 2          | 2                 | 0                 | 0                 | 0                 | 22       | 3      | 4           | 2          |
| C. Jankov      | 8          | 0          | 2           | 0          | 1                 | 0                 | 0                 | 0                 | 9        | 0      | 2           | 0          |
| S. Zizzo       | 2          | 0          | 1           | 0          | -                 | -                 | -                 | -                 | 2        | 0      | 1           | 0          |
| T. Brdarić     | -          | -          | -           | -          | -                 | -                 | -                 | -                 | -        | -      | -           | -          |
| M. Hanke       | 31         | 10         | 3           | 1          | 2                 | 1                 | 0                 | 0                 | 33       | 11     | 3           | 1          |
| V. Hashemian   | 20         | 1          | 0           | 0          | -                 | -                 | -                 | -                 | 20       | 1      | 0           | 0          |
| B. Lauth       | 21         | 0          | 2           | 0          | 2                 | 0                 | 0                 | 0                 | 23       | 0      | 2           | 0          |
| F. Montabell   | -          | -          | -           | -          | -                 | -                 | -                 | -                 | -        | -      | -           | -          |
| J. Štajner     | 26         | 6          | 4           | 0          | 1                 | 0                 | 0                 | 0                 | 27       | 6      | 4           | 0          |
| S. Halfar      | 2          | 0          | 0           | 0          | -                 | -                 | -                 | -                 | 2        | 0      | 0           | 0          |
| T. Kleine      | 9          | 1          | 1           | 0          | 1                 | 1                 | 0                 | 0                 | 10       | 2      | 1           | 0          |